# 帕特罗西纽保利斯塔
帕特罗西纽保利斯塔是巴西圣保罗州的一个市镇。总面积600.107平方公里，总人口12183人，人口密度20.3人/平方公里。